# ژ۳
هکلر و کخ ژ۳، (به آلمانی: Gewehr 3) یک تفنگ جنگی اتوماتیک ساخت شرکت هکلر و کخ آلمان با همکاری شرکت دولتی اسپانیایی CETME است. به این جنگ‌افزار به اختصار ژ۳ گفته می‌شود.
این جنگ‌افزار در سال ۱۹۵۹ به عنوان سلاح سازمانی ارتش آلمان انتخاب شد و از آن پس در طی چهل سال بیش از شصت کشور مانند ترکیه، یونان، سوئد، پاکستان، استونی پرتغال، مکزیک و ایران آن را به کار بردند، راز موفقیت ژ۳ در سادگی و ارزانی ساخت آن است. این سلاح با فشنگ پرقدرت کالیبر ۵۱×۷٫۶۲ میلی‌متر ناتو تغذیه می‌شود و می‌تواند در حالت نیمه اتوماتیک (تک تیر) و اتوماتیک (رگبار) عمل کند و مدلی نیز با قنداق تاشو دارد. این سلاح که در زمان جنگ ایران و عراق در بین عراقی‌ها به توپ دستی یا افعی سیاه معروف بود برای قدرت زیاد در نابودی اهداف از سوی ایران استفاده شد. ارتش آلمان در سال ۱۹۹۷ تفنگ ژ ۳۶ را جایگزین ژ ۳ کرد.

## تاریخچه
بعد از جنگ جهانی دوم و اواسط دههٔ ۱۹۵۰، آلمان غربی مانند دیگر کشورهای عضو ناتو و سازنده جنگ‌افزار، به فکر تجهیز نیروهای نظامی خود با اسلحه‌ای تک‌نفره (سلاح انفرادی) با قابلیت شلیک خودکار و نیمه‌خودکار و داشتن قدرت یک تیربار (مسلسل) و دقت یک تفنگ بود که از فشنگ جدید ناتو «‎۷٫۶۲ × ۵۱» استفاده کند. در ابتدا، آلمان قصد خرید مجوز ساخت سلاح اف‌ان فال (FNFAL) بلژیکی را داشت، اما پس از مخالفت بلژیک، پیشنهاد خرید یکی از طراحی‌های شرکت ساخت سلاح اسپانیایی با نام ست‌می (CETME) را ارائه کرد و سپس در سال ۱۹۵۹ شرکت هکلر و کخ (Heckler & Koch) آلمان غربی (واقع در اوبرندورف آم نکا) تفنگ خودکار و نیمه‌خودکار ژ۳ را تولید کرد.

## کاربران

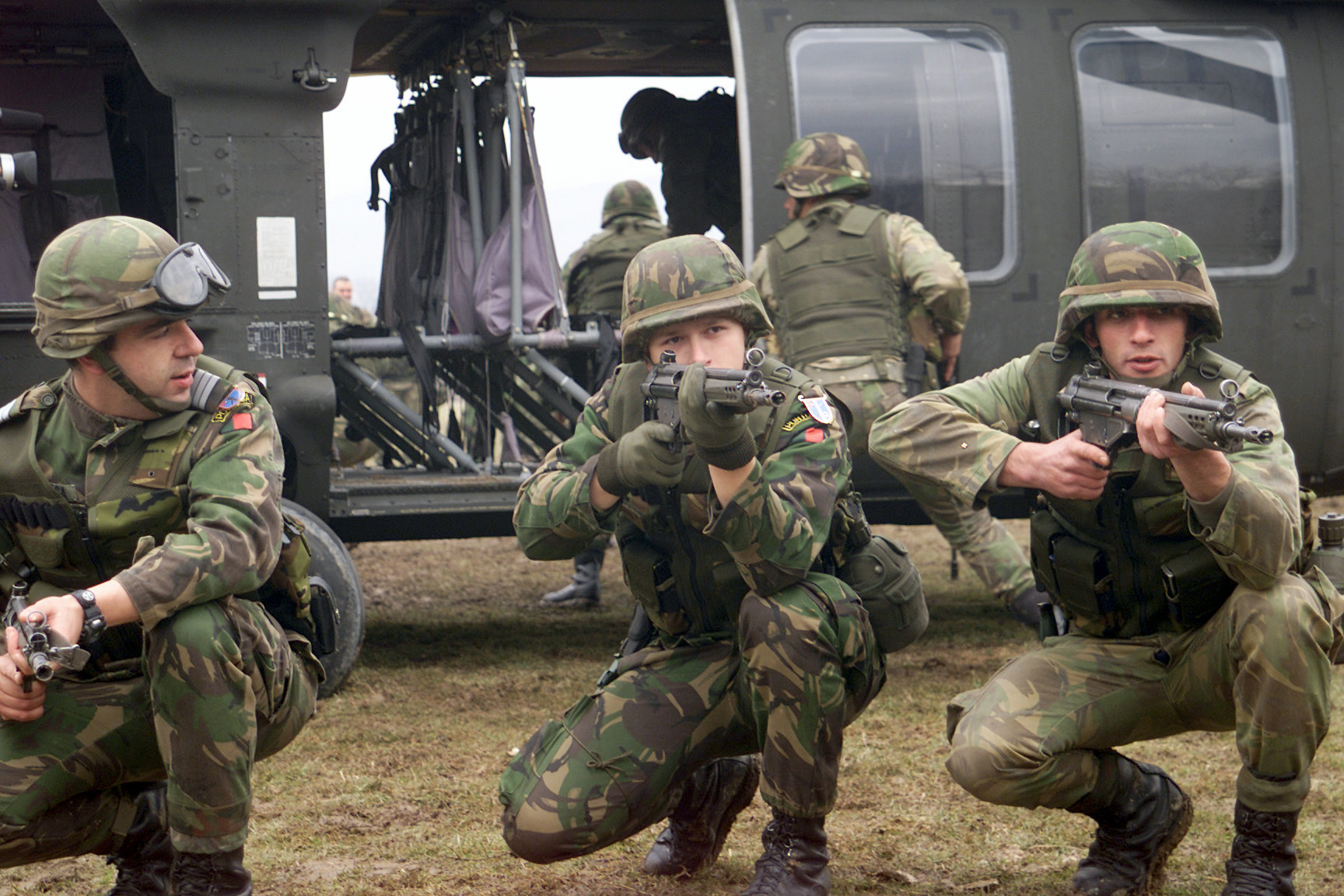
سربازان پرتغالی ناتو در بوسنی هرزگوین

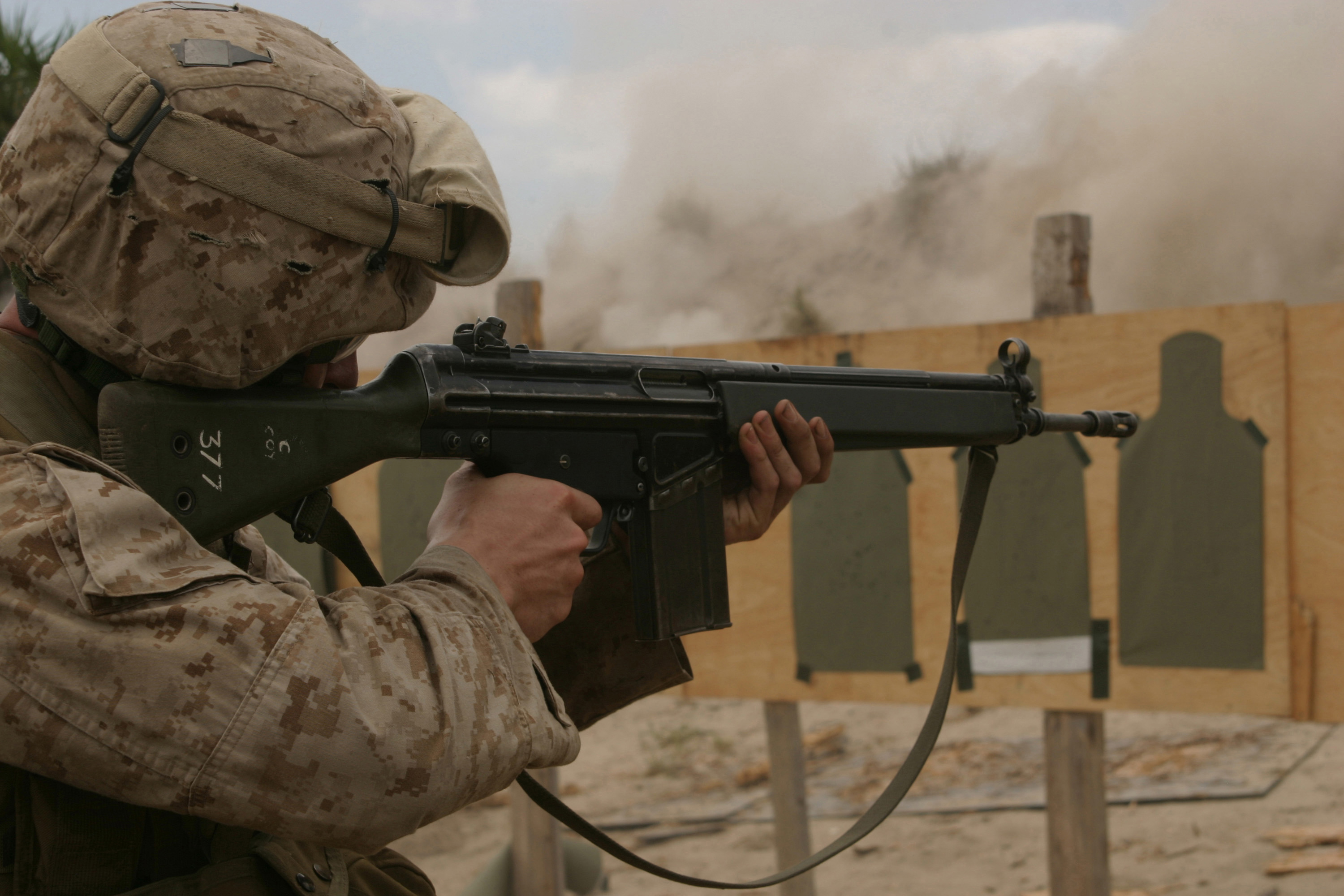
سرباز نیروی دریایی آمریکا در کنیا

در حال حاضر بیش از ۶۰ کشور دنیا از این سلاح استفاده می‌کنند و ۸ کشور از جمله ایران سازنده این سلاح هستند.
| منطقه                                                            | نیروهای دولتی | غیردولتی یا غیرقانونی |
| ---------------------------------------------------------------- | ------------- | --------------------- |
| اروپای غربی                                                      | +             | -                     |
| اروپای شرقی                                                      | -             | -                     |
| خاورمیانه و شمال آفریقا                                          | +             | *                     |
| جنوب صحرای آفریقا                                                | *             | *                     |
| آسیای مرکزی                                                      | -             | -                     |
| آسیای جنوبی                                                      | *             | +                     |
| آسیای شرقی                                                       | -             | -                     |
| مناطق اقیانوس آرام                                               | -             | -                     |
| آمریکای شمالی                                                    | -             | -                     |
| آمریکای مرکزی                                                    | +             | +                     |
| آمریکای جنوبی                                                    | *             | *                     |
| توضیح نشانه‌ها: * استفاده کلی \ + استفادهٔ جزئی \ - استفاده نمی‌شود |               |                       |

بیش از ۴۵ سال است که سلاح ژ۳ به عنوان سلاح سازمانی در اختیار ارتش و نیروهای مسلح ایران بود.
مصاف سلاح سازمانی جدید بومی ایران است که امسال در حال جایگزینی با ژ۳است
این سلاح در ابتدا به صورت تعداد محدودی توسط کارخانه هکلر و کخ تحویل ارتش ایران شد. سپس کارخانه اقدام به راه اندازی خط تولید این سلاح در صنایع مسلسل‌سازی ارتش (جنگ افزارسازی فعلی) کرد. پس از پیروزی انقلاب اسلامی، متخصصین آلمانی ایران را ترک کردند. در جریان پیروزی انقلاب اسلامی و با هجوم مردم به کارخانه و اشغال آن بسیاری از مدارک فنی و ابزارهای تولید آن از دست رفت. سپس با تلاش متخصصین کارخانه، خط تولید بازسازی و راه اندازی شد. به دلیل استفاده از این سلاح در ارتش ایران و انعقاد پیمان سنتو بین ۳ کشور ایران، ترکیه و پاکستان، این دو کشور نیز نسبت به انتخاب این سلاح برای نیروهای مسلح خود مبادرت ورزیدند. نمونه‌های جدید این سلاح مجهز به مکانیزم چکاننده ۳ تیر نیز می‌باشد.

## ویژگی‌های تفنگ ژ۳
ژ۳ یک سلاح انفرادی و خودکار است. حالت خودکار به معنی شلیک پیوستهٔ مسلسل‌وار پس از یک بار مسلح شدن توسط انسان است. ژ۳ با فشار مستقیم گاز باروت بر آلات متحرکه مسلح می‌شود. به این معنی که پس از کشیدن ماشه و ضربهٔ چخماق به عقب گلنگدن و در نتیجهٔ آن ضربهٔ سوزن به چاشنی انتهای فشنگ، پس از انفجار باروت موجود در پوکه، تیر (مرمی) در اثر فشار گاز باروت به جلو پرتاب می‌شود و گاز باروت از طریق پوکه به سمت عقب، روی آلات متحرکه (که گلنگدن در آن قرار دارد) فشار وارد می‌کند و در نتیجهٔ این عمل، کل آلات متحرکه به سمت عقب رفته و عمل مسلح شدن به‌طور خودکار انجام می‌شود. تغذیهٔ ژ۳ با خشاب ۲۰ فشنگی از زیر قبضه تپانچه‌ای انجام می‌گیرد. برگه ناظم آتش این سلاح دارای ۳ وضعیتِ ضامن، تک تیر و رگبار است. لولهٔ ژ۳ با هوا خنک می‌شود.
دستگاه نشانه‌روی ژ۳ دو نوع است:
الف – دستگاه نشانه‌روی مکانیکی: شامل مگسک ثابت و روزنه دید متحرک (طبلک برد) که روی طبلک برد متحرک از شماره‌های ۱ تا ۴ مدرج شده و هر شماره نشانگر ۱۰۰ متر است.
ب – دستگاه نشانه‌روی اپتیکی (دوربین): که توسط یک پایه استاندارد بر روی قبضه نصب می‌گردد و خود دوربین در دون نوع متفاوت (۱ – دوربین دید در شب. ۲ – دوربین معمولی) می‌باشد. این تفنگ در دو گونه قنداق ساخته می‌شود:
- قنداق ثابت چوبی و کائوچویی در مدل ژ۳-آ۳ (G3-A3)
- قنداق تاشو فلزی کشویی در مدل ژ۳-آ۴ (G3-A4)

## مشخصات فنی

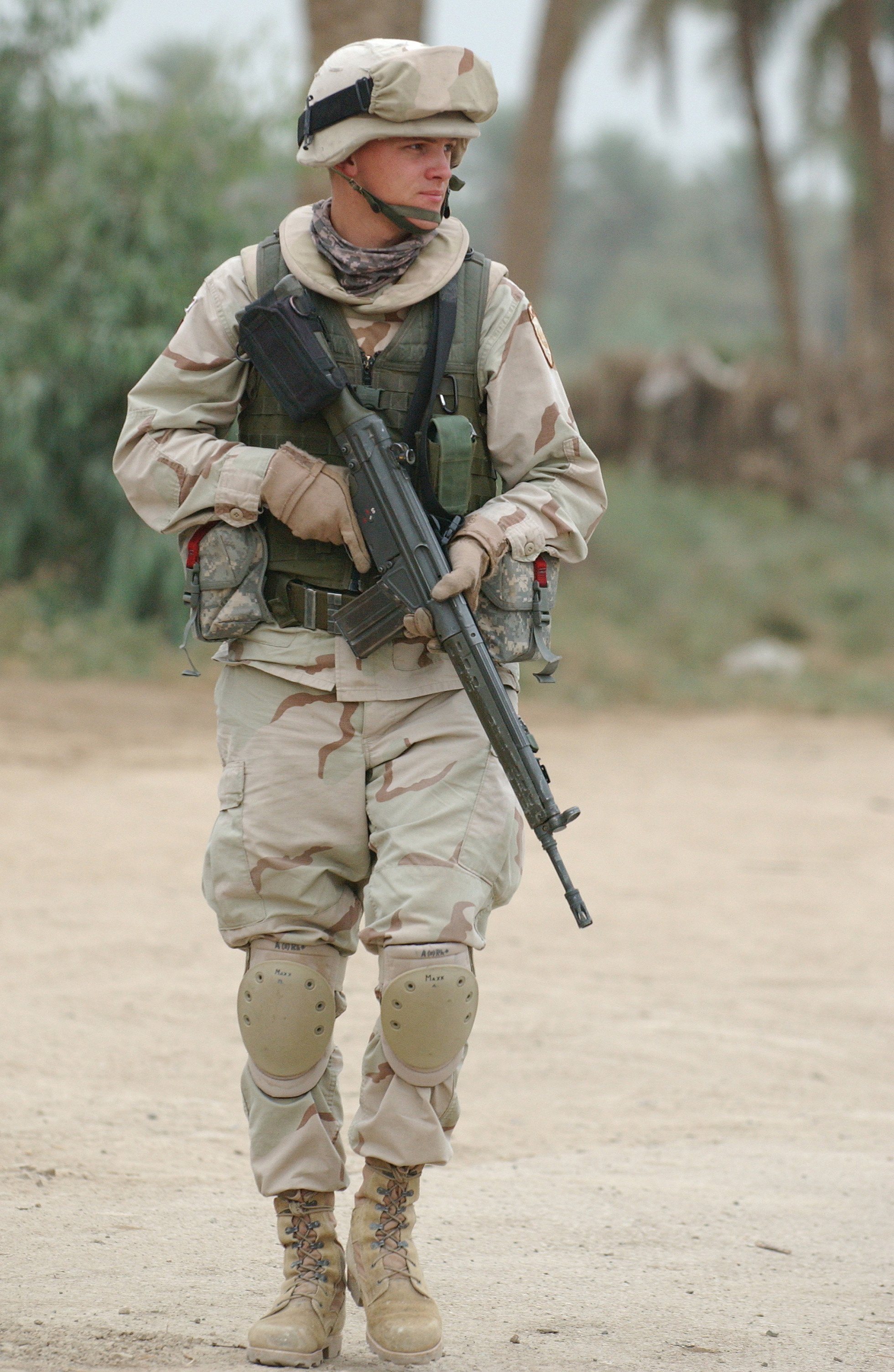
سرباز اهل لتونی با ژ۳ مدل آکی۴ ساخت سوئد در عراق

- کالیبر: کالیبر ۵۱×۷٫۶۲ میلی‌متر ناتو برابر با ۰٫۳۰۸ اینچ (‎.308 in)
- وزن با خشاب فولادی پر و سرنیزه همراه غلاف آن: ۴٬۹۶ کیلوگرم
- وزن بدون سرنیزه و خشاب: ۴٫۲۰۰ کیلوگرم در نوع کامل آن با قنداق پلاستیکی و خشاب پر) ۴٫۷ کیلوگرم
- وزن خشاب آلومینیومی: ۱۳۰ گرم
- وزن خشاب فولادی: ۲۶۰ گرم
- وزن فشنگ: ۲۴ گرم
- طول تفنگ با سرنیزه: ۱۲۴٫۶ سانتیمتر
- طول سلاح بدون سرنیزه: ۱۰۲٫۶ سانتی‌متر
- طول سلاح در حالت بسته: ۸۴ سانتیمتر
- طول لوله: ۴۵ سانتیمتر
- ظرفیت خشاب: ۲۰ فشنگ
- تعداد و گردش خان: ۴ عدد از چپ به راست با ۱٫۵ دور گام.
- سرعت اولیه گلوله: ۷۸۶ متر بر ثانیه
- نواخت تیر علمی: ۵۰۰ الی ۶۰۰ تیر در دقیقه
- نواخت تیر عملی: ۱۲۰ الی ۱۵۰ تیر در دقیقه
- برد مفید: ۴۰۰ متر در حالت معمول و ۶۰۰ متر با استفاده از دوربین
- برد مؤثر: ۱۲۰۰ متر
- برد نهایی:۳۷۵۰ متر

## معایب و محاسن
ژ۳ به عنوان سلاحی برای کاربرد یک‌نفره بسیار سنگین است. وزن نهایی آن هنگام اتصال سرنیزه با غلاف و پر بودن خشاب، نزدیک به ۵ کیلوگرم است و این وزن زیاد، مانعی برای فرد حمل‌کننده برای مانور راحت و سرعت‌بخشی به انجام عملیات نظامی است. با اینکه برد نهایی ژ۳ نزدیک به ۳۷۵۰ متر است، اما در بردهای زیاد دارای دقت پایینی است. از معایب دیگری که برای ژ۳ ذکر شده است، لگد بسیار سنگین آن است. در عین حال، دقت ژ۳ در برد کمتر از ۴۰۰ متر بسیار بالاست. این سلاح در صورت سهل‌انگاری در تمیز کردن و نگهداری نامناسب، دارای گیر بسیار بالا است و به این دلیل در جنگ‌های چریکی و شهری استفادهٔ محدودی دارد. از دیگر معایب ژ۳ عدم تغذیه با خشاب بیشتر از ۲۰ تیری بعلت بلندی طول فشنگ است. اما این اسلحه نسبت به رقیب خود یعنیFN FAL سلاح بهتری است و با اینکه هردو از یک فشنگ استفاده می‌کنند ولی ژ۳ قدرت بیشتری در عبور از اجسام دارد همچنین کوتاه‌تر و خوش دست تر از FN FAL است و همچنین FAL به دلیل استفاده از قنداق نه چندان خوب حساسیت بیشتر و مشکلاتی مانند قفل نامناسب خشاب عملکرد ضعیف تری نسبت به ژ۳ دارد.

## ابزارها و لوازم فرعی
سر نیزه، شعله پوش مانوری، بند، دوپایه، دوربین معمولی، دوربین دید در شب، وسایل تنظیف که شامل: روغندان، برس زبر، برس نرم فرچه مویی زنجیر لوله پاک کن، خشاب آلومینیومی است. وسایل لوله جوفی (جعبه خفیف) که با نصب این وسایل بر روی سلاح می‌توان کالیبر آن را به ۰٫۲۲ اینچ تبدیل نمود. این کار جهت شکار و تمرین تیراندازی انجام می‌گیرد؛ که وسایل لوله جوفی عبارتند از: آلات متحرکه مخصوص، ۲ عدد خشاب مخصوص ۰٫۲۲ اینچی، لوله مخصوص خفیف، جعبه تنظیف.

## مهمات
تفنگ ژ۳ بدون نیاز به افزودن وسایلی خاص، و فقط با عوض کردن فشنگ و استفاده از نوع گازی شش‌پر می‌تواند نارنجک تفنگی شلیک کند. انواع مختلفی از فشنگ‌های رسام، آتش‌زا، مانوری و شکاری برای کاربرد در این اسلحه طراحی شده‌اند.

### نارنجک‌های تفنگی
انواع مختلفی از نارنجک‌های تفنگی برای عملیات ضد شورش، علیه نفرات، علیه سنگرها و نارنجک‌های ضد تانک و ادوات زرهی مخصوص این تفنگ موجود هستند. تمام نارنجک‌های مخصوص ژ۳ بدون نیاز به تعویض لوله و قطعات دیگر قابل استفاده هستند.
| نوع نارنجک    | نشان و شکل                         | - | کاربرد                                                                |
| ------------- | ---------------------------------- | - | --------------------------------------------------------------------- |
| ضد زره        | به رنگ مشکی، دارای حرف روی بدنه    |   | ضد ادوات زرهی دشمن                                                    |
| ضد زره آموزشی | آبی رنگ، از جنس پلاستیک            |   | برای تمرین پرتاب با تفنگ                                              |
| اشک‌آور        | به رنگ قرمز، اندازهٔ کوچک‌تر         |   | در شهرها و جنگ‌های نزدیک به عنوان ضد شورش و عاملی برای پراکندگی دسته‌ها |
| ضد نفر        | به رنگ زرد، در بعضی موارد طوسی رنگ |   | پرتاب در سنگر، پرتاب به سوی نفر و دسته                                |

### فشنگ‌های مخصوص
فشنگ‌های مختلفی برای کاربردهای جنگی، ضد نفر، ضد خودرو، آموزشی و شکاری مورد استفاده قرار می‌گیرند. مرمی نوع شکاری بدون پوسته و دارای نوک صیقلی است تا گوشت شکار را متلاشی نکند.
| نوع فشنگ                       | نشان و شکل                                        | - | کاربرد و توضیح                                          |
| ------------------------------ | ------------------------------------------------- | - | ------------------------------------------------------- |
| جنگی معمولی                    | رنگ اصلی فشنگ طلایی، دارای مرمی مسی رنگ و نوک تیز |   | فشنگ بسیار قوی ضد نفرات                                 |
| رسام                           | نوک قرمز مرمی و یک حلقه در انتهای مرمی            |   | ارسال علامت، ایجاد خط آتش برای راهنمایی دیگر تیراندازان |
| ضدزره                          | نوک سیاه رنگ مرمی                                 |   | ضد نفرات و خودرو، قابلیت نفوذ در خودروهای زرهی سبک      |
| آتش‌زا                          | نوک آبی در مرمی                                   |   | برای آتش زدن انبارهای مهمات یا پوشاک                    |
| آموزشی                         | وجود سوراخ روی پوکه                               |   | برای آموزش گذاشتن فشنگ در خشاب                          |
| فشنگ گاز (سه‌پر - فشنگ مشقی)    | بدون مرمی، نوک فشنگ مشکی رنگ                      |   | آموزش نشانه‌گیری تیراندازی                               |
| فشنگ گاز (شش‌پر - مخصوص نارنجک) | بدون مرمی، نوک سبزرنگ                             |   | برای پرتاب نارنجک‌های تفنگی                              |
| فشنگ مانوری                    | مرمی پلاستیکی آبی رنگ                             |   | عملیات ضد شورش و مانور                                  |
| فشنگ شکاری                     | نوک مرمی تیز نبوده و صیقلی است                    |   | شکار جانوران                                            |
| فشنگ سر باز                    | بدون مرمی، نوک قرمز                               |   | کاربرد آموزشی                                           |